# Pee Wee King
Julius Frank Anthony Kuczynski (18 de febrero de 1914 – 7 de marzo de 2000), conocido profesionalmente como Pee Wee King, fue un compositor estadounidense de música country conocido fundamentalmente por su canción "Tennessee Waltz".

## Biografía
King nació en Abrams, Wisconsin en el seno de una familia de origen polaco. Aprendió a tocar el acordeón de la mano de su padre, un músico profesional de polka. IEn los años 30 comenzó a colaborar en giras y películas de cowboys con Gene Autry. King se unió al elenco de músicos del programa radiofónico Grand Ole Opry en 1937.
En 1946, junto al líder de la banda  the Golden West Cowboys, Redd Stewart, compuso "The Tennessee Waltz", inspirado en "The Kentucky Waltz" del músico de bluegrass, Bill Monroe.  King y Stewart grabaron la primera versión de "The Tennessee Waltz" en 1948, que se convirtió rápidamente en un clásico del género gracias al éxito de la versión que publicó Patti Page.
Otros éxitos de King fueron "Slow Poke" y "You Belong to Me", ambos compuestos en colaboración con Chilton Price y Redd Stewart. Sus canciones incluyen valses, polkas y música western.
King no pudo usar batería y trompetas en las colaboraciones que su banda hizo en el Grand Ole Opry, ya que ambos instrumentos no estaban permitidos en el programa. Solo en una ocasión en abril de 1945 ignoró la prohibición y se presentó con toda su banda.  También introdujo el baile en el escenario y los trajes personalizados de cowboy que más tarde fueron adoptados por músicos de Nashville y que popularizó Elvis Presley.

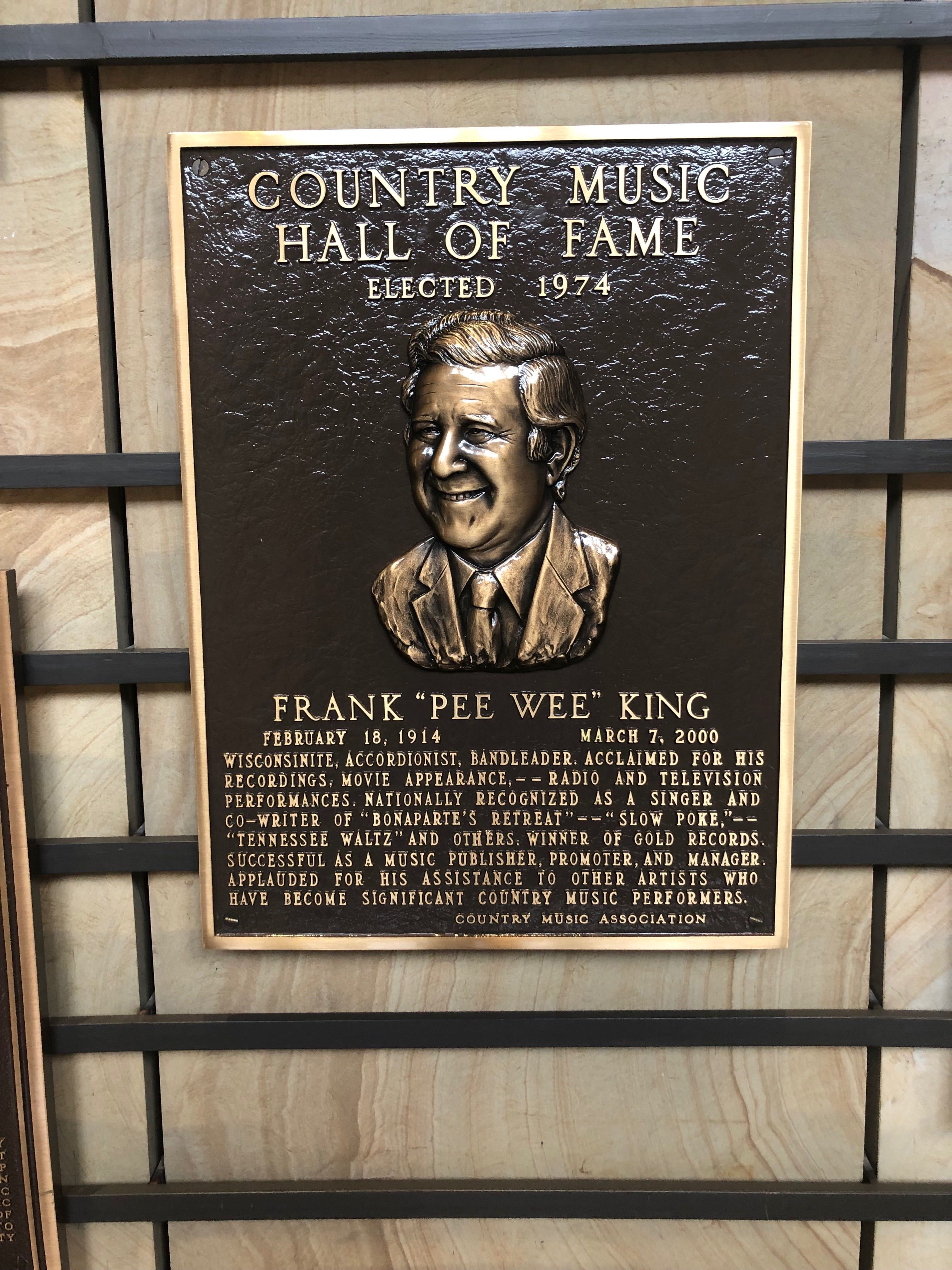
Placa conmemorativa de Pee Wee King en el Country Music Hall of Fame de Nashville.

En 1970 fue incluido en el Nashville Songwriters Hall of Fame y en 1974 en el Country Music Hall of Fame.
Falleció de un ataque al corazón en Louisville, Kentucky, a la edad de 86 años.

## Discografía

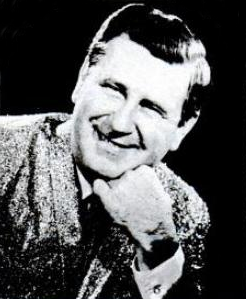
Pee Wee King en 1970

### Álbumes
- Pee Wee King, RCA Victor, 1954
- Waltzes, RCA Victor, 1955
- Swing West, RCA Victor, 1956
- Country Barn Dance, RCA Camden, 1965
- Ballroom King, Detour, 1982
- Hog Wild Too!, Zu Zazz, 1990
- Pee Wee King and His Golden West Cowboys (6-CD box set), Bear Family, 1995
- Pee Wee King's Country Hoedown (live radio performances), Bloodshot, 1999

### Sencillos
| Año  | Título                         | Posicionamiento en listas | Posicionamiento en listas |
| Año  | Título                         | US Country                | US                        |
| ---- | ------------------------------ | ------------------------- | ------------------------- |
| 1948 | "Tennessee Waltz"              | 3                         |                           |
| 1949 | "Tennessee Tears"              | 12                        |                           |
| 1949 | "Tennessee Polka"              | 3                         |                           |
| 1950 | "Bonaparte's Retreat"          | 10                        |                           |
| 1951 | "Tennessee Waltz" (re-release) | 6                         |                           |
| 1951 | "Slow Poke"                    | 1                         | 1                         |
| 1952 | "Silver and Gold"              | 5                         | 18                        |
| 1952 | "Busybody"                     | 8                         | 27                        |
| 1954 | "Changing Partners"            | 4                         |                           |
| 1954 | "Bimbo"                        | 9                         |                           |
| 1954 | "Backward, Turn Backward"      | 15                        |                           |